# Xu Junchao
Xu Junchao (* 22. September 1988) ist ein ehemaliger chinesischer Tennisspieler.

## Karriere
Xu spielte zwischen 2004 und 2006 auf der ITF Junior Tour. Dort nahm er in seinem letzten Jahr im Einzel und Doppel je dreimal an Grand-Slam-Turnieren teil, wo sein bestes Resultat im Einzel und Doppel die zweite Runde war. Er erreichte sie bei den French Open und in Wimbledon beide Male in beiden Wertungen. In der Junioren-Rangliste erreichte er mit Platz 48 seine höchste Notierung.
Bei den Profis spielte Xu ab 2005 fast ausschließlich auf der drittklassigen ITF Future Tour. Erst 2007 überstand er das erste Mal die zweite Runde. Im selben Jahr gewann er seinen einzigen Future-Titel, womit er das erste Mal das Jahr in den Top 1000 der Weltrangliste abschloss, was ihm bis 2011 in jedem Jahr gelang. Bei drei weiteren Futures schied er im Halbfinale aus. Im Doppel war er etwas erfolgreicher und konnte zwei Titel gewinnen und in fünf weitere Endspiele einziehen. Auf der höherdotierten ATP Challenger Tour kam Xu zu drei Einsätzen, bei denen er jeweils zum Auftakt verlor. Beim Turnier der ATP Tour in Peking 2008 spielte Xu and er Seite von Wang Yu als Ersatzspieler im Doppelwettbewerb. Sie hielten gegen die Setzlistenersten Marcelo Melo und Bruno Soares gut mit und verloren 4:6, 4:6. Im August 2011 war Xu Teilnehmer der Sommer-Universiade. Mitte 2012 spielte Xu seine letzten Turniere. In der Weltrangliste kam er 2008 im Einzel und 2009 im Doppel jeweils zu seinem Karrierehoch um Rang 600.